# Хитлер: Последните десет дни
Хитлер: Последните десет дни (на английски: Hitler: The Last Ten Days) е британски драматичен филм, разказващ по действителна история за последните десет дни от живота на германския диктатор и фюрер Адолф Хитлер преди самоубийството си, заснет отчасти в Италия и Великобритания през 1973 г. Музиката е композирана от руснака Миша Сполиански.

## Сюжет
Общо взето филмът започва с 56-ия рожден ден на фюрера (20 април 1945), завършвайки десет дни по-късно с неговата смърт (30 април). Действието се развива изцяло във Фюрербункера.

## В главните роли
- Алек Гинес – Адолф Хитлер
- Саймън Уорд – Кап. Хофман

### Второстепенни роли
- Адолфо Чели – Генерал Ханс Кребс
- Диане Чиленто – Хана Райч
- Габриеле Ферзети – Фелдмаршал Вилхелм Кайтел
- Ерик Портър – Ген. фон Грайм
- Дорис Кънстман – Ева Браун
- Джос Акланд – Генерал Вилхелм Бургдорф
- Джон Бенет – Йозеф Гьобелс
- Джон Барон – Др. Щумфегер
- Барбара Джефорд – Магда Гьобелс
- Шеила Гиш – Фрау Христиан
- Джулиан Гловър – Групенфюрер Херман Фегелайн
- Майкъл Годлифе – Генерал Хелмут Вайдлинг
- Марк Кингстън – Мартин Борман

## Наличност
DVD на филма е издадено чак през 2008 г.